# Theodotos II.
Theodotos II. (griechisch Θεόδοτος) war Patriarch von Konstantinopel 1151–1153 (oder 1152–1154).

## Leben
Theodotos war Hegumen (Vorsteher) in einem Kloster in Konstantinopel. 1151 (oder 1152) wurde er Patriarch von Konstantinopel. 1153 (oder 1154) starb er. Er soll ein asketisches Leben geführt haben.